# Ива каспийская
И́ва каспи́йская (лат. Salix caspica) — вид лиственных деревьев или кустарников из рода Ива (Salix) семейства Ивовые (Salicaceae).
Используется для укрепления песков.

## Распространение и экология
В природе ареал вида охватывает юго-восточные районы европейской части России, Северный Кавказ, Армению, Восточную Сибирь и северные районы Восточной Азии.
Произрастает по берегам рек и озёр в степной и пустынной зонах, на сыпучих и бугристых песках богатых грунтовыми водами. Поднимается в горы до высоты 2000 м над уровнем моря.
Устойчива к засолению почвы. Очень светолюбива.

## Ботаническое описание
Стройный кустарник высотой 2—3 (до 5) м, с диаметром стволов 3—4 см и длинными, прямыми, тонкими, голыми ветвями. Кора стволов серая, гладкая; ветвей — блестящая, желтовато-беловатая, реже пурпурная, покрытая густым голубоватым налётом.
Почки прижатые, сплюснутые, острые, длиной до 5—6 мм. Прилистники линейные, рано опадающие. Листья линейно-ланцетные или линейные, к обоим концам суженные, цельнокрайные или в верхней части мелко пильчатые, жёсткие, сверху тусклые, снизу сизые, длиной 5—7,5 (до 12) см, шириной 0,4—0,6 см.
Серёжки почти сидячие или на очень коротких ножках, густоцветковые, узкоцилиндрические, прямостоячие, мужские длиной 2,5—3 см и диаметром около 0,8 см, женские — 1,5—3 см и 0,3—0,5 см соответственно. Прицветные чешуи бледно-бурые, тупые, слабоволосистые. Тычинки сросшиеся, в основании волосистые, с жёлтыми пыльниками и одиночным, задним, яйцевидным или продолговатым нектарником. Завязь в основании яйцевидная, на верхушке коническая, мелкая, почти сидячая или на короткой ножке, бело-шелковистая; столбик короткий или очень короткий; рыльце толстое, тёмно-пурпурное, короткое.
Цветение в мае, почти одновременно с распусканием листьев. Плодоношение в июле.

## Таксономия
Вид Ива каспийская входит в род Ива (Salix) семейства Ивовые (Salicaceae) порядка Мальпигиецветные (Malpighiales).
|  |                                      |  |                                                             |                                                             |                  |  | ещё 36 семейств (согласно Системе APG II) | ещё 36 семейств (согласно Системе APG II) |                    |  |  |  | ещё более 500 видов |
|  |                                      |  |                                                             |                                                             |                  |  | ещё 36 семейств (согласно Системе APG II) | ещё 36 семейств (согласно Системе APG II) |                    |  |  |  | ещё более 500 видов |
|  |                                      |  |                                                             | порядок Мальпигиецветные                                    |                  |  |                                           |                                           | род Ива            |  |  |  |                     |
|  |                                      |  |                                                             | порядок Мальпигиецветные                                    |                  |  |                                           |                                           | род Ива            |  |  |  |                     |
|  | отдел Цветковые, или Покрытосеменные |  |                                                             |                                                             | семейство Ивовые |  |                                           |                                           | вид Ива каспийская |  |  |  |                     |
|  | отдел Цветковые, или Покрытосеменные |  |                                                             |                                                             | семейство Ивовые |  |                                           |                                           |                    |  |  |  |                     |
|  |                                      |  | ещё 44 порядка цветковых растений (согласно Системе APG II) | ещё 44 порядка цветковых растений (согласно Системе APG II) |                  |  |                                           | ещё около 57 родов                        | ещё около 57 родов |  |  |  |                     |
|  |                                      |  |                                                             | ещё 44 порядка цветковых растений (согласно Системе APG II) |                  |  |                                           |                                           | ещё около 57 родов |  |  |  |                     |